# Dr. Chandra
Doutor Sivasubramanian Chandrasegarampillai (também abreviado como Dr. Chandra) é uma personagem fictícia criada por Arthur C. Clark para sua famosa série Odisseia no Espaço.
Ele é mencionado na novela 2001: Uma Odisseia no Espaço como o cientista que construiu e programou o supercomputador HAL 9000 e suas funções básicas (no filme, ele é referenciado como Sr. Langley). Ele é uma das personagens principais em 2010: Uma Odisseia no Espaço 2 como um dos membros da expedição soviética-americana para Júpiter a bordo da nave soviética Alexei Leonov. Ele também é mencionado por Heywood Floyd no terceiro episódio da saga, 2061 - Uma Odisséia no Espaço 3.
Na versão cinematográfica de 2010, Dr. Chandra foi interpretado por Bob Balaban e é conhecido como Dr. R. Chandra.